# HD38979
HD38979 є хімічно пекулярною зорею спектрального класу
B7 й має видиму зоряну величину в смузі V приблизно  9,2.

## Пекулярний хімічний вміст
Зоряна атмосфера HD38979 має підвищений вміст 
Si
.